# Stanisław Romański (organmistrz)
Stanisław Romański (ur. 7 maja 1832 w Lublinie, zm. 25 grudnia 1895 tamże) – polski organmistrz, budowniczy organów i fortepianów.

## Życiorys
Syn Macieja Romańskiego, organisty kościoła św. Ducha w Lublinie, i Łucji z d. Wysockiej. Wykształcenie muzyczne zdobywał pod kierunkiem ojca i Franciszka Synka. Terminował w zakładzie lubelskiego organmistrza Wilhelma Weiricha. Początkowo działał jako nauczyciel muzyki. W 1851 roku założył w Lublinie zakład budowy organów, w 1882 roku przeniesiony do Krasnegostawu, w 1887 roku do Warszawy, a od 1889 roku ponownie działający w Lublinie. Pod koniec życia prowadził zakład wspólnie z synem Stefanem.
W 1855 roku wyremontował zniszczone przez ulewę organy katedry lubelskiej, które następnie w 1868 roku rozbudował, powiększając je do 25 głosów przez wbudowanie drugiego manuału. Wyremontował też organy w lubelskim kościele św. Ducha (1872) i wstawił organy do kościoła Rozesłania św. Apostołów w Chełmie (1875). Zbudował i rozbudował kilkadziesiąt organów na Lubelszczyźnie, Zamojszczyźnie i Sandomierszczyźnie, m.in. w Wojsławicach (1859), Skierbieszowie (1860), Wąwolnicy (1861), Jankowicach Kościelnych (1865) i Goraju (1867).